# Ulanowice (Lubawka)
Ulanowice (deutsch Ullersdorf) ist ein Stadtteil der Stadt Lubawka (Liebau i. Schlesien) im Powiat Kamiennogórski in der Woiwodschaft Niederschlesien in Polen. Es liegt einen Kilometer südöstlich vom Stadtzentrum Lubawka entfernt und wird über eine Nebenstraße erreicht, die Lubawka mit Chełmsko Śląskie verbindet.

## Geographie
Ulanowice liegt im Süden des Powiat Kamiennogórski im Rabengebirge. Nachbarorte sind Krzeszów (Grüssau) und Krzeszówek (Neuen) im Nordosten, Kochanów (Trautliebersdorf) im Osten, Chełmsko Śląskie und Błażejów (Blasdorf b. Schömberg) im Südosten sowie Lubawka und Miszkowice (Michelsdorf) im Nordwesten. Jenseits der Grenze zu Tschechien, das über den Pass Liebauer Tor (poln. Brama Lubawska, tschech. Lubavská brána) erreicht wird, liegen Královec und Bernartice.

## Geschichte
Das Gebiet um Ullersdorf gehörte zum Besitz des Benediktinerklosters Grüssau, das vom Kloster Opatowitz aus besiedelt worden war und zu Böhmen gehörte. 1289 kaufte Herzog Bolko I. das Klostergebiet den Benediktinermönchen ab und gründete 1292 das Zisterzienserkloster Grüssau, dem er umfangreiche Ländereien zuwies. 1392 fiel Ullersdorf zusammen mit dem Herzogtum Schweidnitz-Jauer an die Krone Böhmen. Als Stiftsdorf des Grüssauer Klosters blieb es mit diesem bis zu dessen Säkularisation 1810 verbunden.
Nach dem Ersten Schlesischen Krieg fiel Ullersdorf 1742 zusammen mit Schlesien an Preußen. Nach der Neugliederung Preußens gehörte es seit 1815 zur Provinz Schlesien und war ab 1816 dem Landkreis Landeshut eingegliedert, dem es bis 1945 angehörte. Es bildete eine eigene Landgemeinde und war seit 1874 Sitz des gleichnamigen Amtsbezirks, zu dem auch die Landgemeinde Blasdorf sowie die Gutsbezirke Ullersdorf und Blasdorf gehörten. 1910 wurden 90 Einwohner gezählt. 1924 wurde in Ullersdorf eine 84 m hohe Skisprungschanze errichtet, auf der 1931 die niederschlesischen Meisterschaften ausgetragen wurden und auf der sich die deutsche Mannschaft für die Olympischen Winterspiele 1936 vorbereitete.
Als Folge des Zweiten Weltkriegs fiel Ullersdorf 1945 wie fast ganz Schlesien an Polen und wurde in Ulanowice umbenannt. Die deutsche Bevölkerung wurde vertrieben. Die neu angesiedelten Bewohner waren teilweise Zwangsumgesiedelte aus Ostpolen, das an die Sowjetunion gefallen war.
In den 1990er Jahren erfolgte die Eingemeindung als Stadtteil „Ulanowice (Podlesie)“ in die Stadt Lubawka. Die Skisprungschanze wurde 1998 um fünf Meter erhöht.

## Sehenswürdigkeiten
- Die katholische Kirche Vierzehnheiligen wurde 1685–1686 als Stiftung des Grüssauer Abts Bernardus Rosa vom Maurermeister Martin Urban errichtet. Unter Abt Dominicus Geyer wurde sie 1723 vom Hirschberger Stadtbaumeister Kaspar Jentsch durch einen Neubau ersetzt. Sie enthält eine hölzerne Kassettendecke mit Akanthusmalerei. Der Hauptaltar mit der Darstellung der Vierzehn Heiligen wurde um 1690 durch den Bildhauer Georg Schrötter für die Grüssauer Klosterkirche geschaffen und 1728 nach Ullersdorf überführt. Die Seitenaltäre stammen aus dem Jahr 1723, sechs der Vierzehnheiligen-Gemälde aus der Zeit um 1730, die restlichen aus dem 19. Jahrhundert. Im Eingang befindet sich eine Figur des ll. Alexius auf dem Sterbebett. Die Figuren der hll. Barbara und Katharina auf der Terrassenbalustrade wurden 1792 aufgestellt. Die Stiftungstafel befindet sich heute im Nationalmuseum Breslau.
- Die Residenz (Gutshaus) der Grüssauer Äbte entstand 1791–1792 nach Entwurf des Oppelner Architekten Johann Georg Rudolf. Es ist ein zweigeschossiger Rechteckbau mit Walmdach. Am Hauptportal befindet sich eine Steinkartusche mit dem Abteiwappen und einem Flachrelief der Barmherzigen Muttergottes sowie dem Monogramm „PKAG“ (Petrus Keylich Abbas Grissoviensis).